# Aecothea
Aecothea is een geslacht van insecten uit de familie van de afvalvliegen (Heleomyzidae), die tot de orde tweevleugeligen (Diptera) behoort.

## Soorten
- A. aristata Malloch, 1919
- A. fenestralis (Fallen, 1820)
- A. specus (Aldrich, 1897)